# Zarcosia marshalli
Zarcosia marshalli is een keversoort uit de familie schijnsnoerhalskevers (Aderidae). De wetenschappelijke naam van de soort werd in 1901 gepubliceerd door Maurice Pic.